# Escuela Técnica Superior de Ingenieros de Caminos, Canales y Puertos de La Coruña
La Escuela Técnica Superior de Ingenieros de Caminos, Canales y Puertos de La Coruña es la escuela de ingeniería civil de la Universidad de La Coruña.
Se trata del único centro en Galicia en el que se imparten los estudios conducentes al título profesional de Ingeniero de Caminos Canales y Puertos. Además, se imparten los estudios conducentes al título profesional de Ingeniero Técnico de Obras Públicas así como un programa internacional de máster en Ingeniería del Agua y un Programa de doctorado en Ingeniería Civil con mención de excelencia.

## Historia
En virtud del Decreto 274/1991 de 30 de julio de la Consejería de Educación, Cultura y Ordenación Universitaria de la Junta de Galicia se creó la Escuela Técnica Superior de Ingenieros de Caminos, Canales y Puertos de la Universidad de La Coruña y se concedió la autorización para implantar los estudios conducentes al título oficial de Ingeniero de Caminos, Canales y Puertos.
Las actividades académicas se iniciaron en octubre de 1991, ubicándose provisionalmente la escuela en el Laboratorio de Control de Calidad de la Demarcación de Carreteras del Estado en Galicia dependiente del Ministerio de Obras Públicas y Transportes, en la localidad de Arteijo. En la actualidad la Escuela dispone de un edificio propio en el campus universitario de Elviña. 
El primer plan de estudios fue homologado por el Consejo de Universidades con fecha de 27 de septiembre de 1991, en el marco de la reforma general de los planes de estudios que se llevó a cabo en el conjunto del sistema universitario español a partir de 1987. La primera promoción de Ingenieros de Caminos, Canales y Puertos se graduó en junio de 1996.
Posteriormente, en virtud del Decreto 265/2003 de 15 de mayo de la Consejería de Educación, Cultura y Ordenación Universitaria de la Junta de Galicia, se concedió la autorización para implantar los estudios conducentes al título oficial de Ingeniero Técnico de Obras Públicas, especialidad en Construcciones Civiles. La primera promoción de Ingenieros Técnicos de Obras Públicas se graduó en junio de 2006.
Los planes de estudios actualmente vigentes fueron verificados por el Consejo de Universidades en 2010, en el marco de la reestructuración general del sistema universitario español que se llevó a cabo con el fin de adaptarlo al Espacio Europeo de Educación Superior. Durante el curso académico 2010/11 se impartió el primer curso del nuevo Grado en Tecnología de la Ingeniería Civil (que sustituye a los primeros cursos del plan anterior de la titulación de Ingeniero de Caminos, Canales y Puertos) así como el primer curso del nuevo Grado en Ingeniería de Obras Públicas (que sustituye al plan anterior del mismo nombre). Simultáneamente se autorizó la implantación de las nuevas especialidades de la titulación de Ingeniero de Obras Públicas en Hidrología y en Transportes y Servicios Urbanos. La sustitución de los antiguos planes por los nuevos se realiza desde ese momento de forma gradual, de forma que el primer curso del máster en Ingeniería de Caminos, Canales y Puertos (que sustituye a los últimos cursos del plan anterior del mismo nombre) se impartirá por primera vez durante el curso académico 2014/2015. Por tanto, los nuevos planes estarán totalmente implantados a partir del curso académico 2015/2016.
A lo largo de la historia han ocupado el cargo de director los profesores siguientes:
| Periodo   | Director                         |
| --------- | -------------------------------- |
| 1991-1999 | Fermín Luis Navarrina Martínez   |
| 1999-2004 | Miguel Domingo Rodríguez Bugarín |
| 2004-2005 | Fernando Martínez Abella         |
| 2005-2013 | Manuel Casteleiro Maldonado      |
| 2013-2021 | Ignasi Colominas Ezponda         |
| 2021-     | Isabel Martínez Lage             |

## Otros títulos dePostgrado
- Máster in Water Engineering.
- Máster en Ingeniería de Caminos, Canales y Puertos.